# Liga Leumit 1990-1991
La Liga Leumit 1990-1991 è stata la 50ª edizione della massima serie del campionato israeliano di calcio.
Presero parte al torneo 12 squadre, che si affrontarono, dapprima, in una stagione regolare consistente in un girone all'italiana con partite di andata e ritorno, per un totale di 22 giornate. Le prime 6 classificate furono inserite in un girone di play-off e le ultime 6 in uno di play-out, con partite di sola andata, per determinare rispettivamente il campione nazionale e le due squadre retrocesse in Liga Artzit. Da quest'ultima, sarebbero state promosse le prime due classificate.
Per ogni vittoria si assegnavano tre punti e per il pareggio un punto.
Il torneo fu vinto, per la quarta volta, dal Maccabi Haifa.
Capocannoniere del torneo fu Nir Levine, dell'Hapoel Petah Tiqwa, con 20 goal.

## Squadre partecipanti
| Club                   | Città       |
| ---------------------- | ----------- |
| Beitar Gerusalemme     | Gerusalemme |
| Beitar Tel Aviv        | Tel Aviv    |
| Bnei Yehuda            | Tel Aviv    |
| Hapoel Be'er Sheva     | Be'er Sheva |
| Hapoel Gerusalemme     | Gerusalemme |
| Hapoel Tel Aviv        | Tel Aviv    |
| Hapoel Tzafririm Holon | Holon       |
| Hapoel Kfar Saba       | Kfar Saba   |
| Hapoel Petah Tiqwa     | Petah Tiqwa |
| Maccabi Haifa          | Haifa       |
| Maccabi Netanya        | Netanya     |
| Maccabi Tel Aviv       | Tel Aviv    |

## Classifiche

### Play-off
|                     | Pos. | Squadra            | Pt | G  | V  | N  | P  | GF | GS | DR  |
| ------------------- | ---- | ------------------ | -- | -- | -- | -- | -- | -- | -- | --- |
| Campione di Israele | 1.   | Maccabi Haifa      | 71 | 32 | 22 | 5  | 5  | 56 | 28 | +28 |
|                     | 2.   | Hapoel Petah Tiqwa | 70 | 32 | 20 | 10 | 2  | 63 | 27 | +36 |
|                     | 3.   | Beitar Tel Aviv    | 50 | 32 | 14 | 8  | 10 | 47 | 40 | +7  |
|                     | 4.   | Maccabi Netanya    | 40 | 32 | 10 | 10 | 12 | 41 | 39 | +2  |
|                     | 5.   | Maccabi Tel Aviv   | 38 | 32 | 9  | 11 | 12 | 43 | 53 | -10 |
|                     | 6.   | Hapoel Be'er Sheva | 33 | 32 | 6  | 15 | 11 | 34 | 39 | -5  |

### Play-out
|  | Pos. | Squadra                | Pt | G  | V  | N  | P  | GF | GS | DR  |
|  | ---- | ---------------------- | -- | -- | -- | -- | -- | -- | -- | --- |
|  | 7.   | Hapoel Tel Aviv        | 47 | 32 | 13 | 8  | 11 | 32 | 31 | +1  |
|  | 8.   | Bnei Yehuda            | 41 | 32 | 10 | 11 | 11 | 41 | 40 | +1  |
|  | 9.   | Hapoel Tzafririm Holon | 38 | 32 | 9  | 11 | 12 | 35 | 42 | -7  |
|  | 10.  | Hapoel Gerusalemme     | 38 | 32 | 9  | 11 | 12 | 31 | 38 | -7  |
|  | 11.  | Beitar Gerusalemme     | 28 | 32 | 8  | 4  | 20 | 25 | 46 | -21 |
|  | 12.  | Hapoel Kfar Saba       | 26 | 32 | 6  | 8  | 18 | 30 | 55 | -25 |

## Verdetti
- Maccabi Haifa campione di Israele 1990-1991
- Beitar Gerusalemme e Hapoel Kfar Saba retrocessi in Liga Artzit 1991-1992
- Maccabi Yavne e Maccabi Petah Tiqwa promossi in Liga Leumit 1991-1992